# Камеєвська сільська рада
Каме́євська сільська рада (рос. Камеевский сельский совет) — муніципальне утворення у складі Мішкинського району Башкортостану, Росія. Адміністративний центр — село Камеєво.

## Населення
Населення — 1043 особи (2019, 1266 в 2010, 1533 в 2002).

## Склад
До складу поселення входять такі населені пункти:
| Населений пункт            | Населення, осіб (2002) | Населення, осіб (2010) |
| -------------------------- | ---------------------- | ---------------------- |
| Бабаєво, село              | 283                    | 190                    |
| Байтурово, присілок        | 339                    | 273                    |
| Камеєво, село              | 778                    | 693                    |
| Красний Ключ, присілок     | 6                      | 3                      |
| Ніколаєвка, присілок       | 15                     | 0                      |
| Руське Байбаково, присілок | 111                    | 107                    |
| У-Марій, присілок          | 1                      | 0                      |